# 1927 au Maroc
Chronologie du Maroc
- 1923
- 1924
- 1925
- 1926
- 1927
- 1928
- 1929
- 1930
- 1931

Cet article présente les faits marquants de l'année 1927 au Maroc ou relatifs au Maroc.

## Événements
- Effectifs militaires français au Maroc : 97 904 [1].
- Le Sporting athlétique de Marrakech (en arabe : سبورتينغ مراكش الرياضي), plus couramment abrégé en SAM, est un ancien club sportif marocain omnisports fondé en 1927 et fusionné avec l'AS Marrakech en 1956 (après l'indépendance du pays), et basé dans la ville de Marrakech.
- 18 novembre : début du règne de Mohammed V du Maroc, sultan du Maroc[2].

## Naissances en 1927
- Mohamed Medbouh

## Décès en 1927
- Moulay Youssef